# Western Publishing
Western Publishing, também conhecida como "Western Printing and Lithographing Co.", foi uma editora estadunidense cuja sede era em Racine, Wisconsin, responsável pela publicação dos Little Golden Books. Sua divisão Golden Books Family Entertainment também produziu livros infantis e produtos de entretenimento relacionadas com a família. A empresa tinha escritórios editoriais em Nova Iorque e Los Angeles, Califórnia. 'Western Publishing tornou-se Golden Books Family Entertainment no outono de 2001. Em 2016, Little Golden Books permanece como um selo da Penguin Random House.

## História
A companhia foi fundada pelos irmãos Edward Henry e Albert H. Wadewitz. Eles adquiriram a "West Side Printing Company" de um gráfico em setembro de 1907 pela quantia de $2.504 e mudaram o nome em 1910. Sediada em Racine, Wisconsin, com escritórios em Nova Iorque e Los Angeles, e outras instalações gráficas em Poughkeepsie, Nova Iorque. Em 1915, a companhia comprou a editora de Chicago Hammerung-Whitman Publishing Co, que se tornaria a subsidiária Whitman Publishing Company. Outra afiliada foi a K.K. Publications, que ganhou esse nome depois da entrada de Kay Kamen, diretor de publicidade da Walt Disney durante o período de 1933-1949. K.K. Publications terminou as operações nos anos de 1960.
Western Publishing produziu os livros infantis e para a família com produtos de entretenimento chamado Golden Books Family Entertainment.
- Revistas em quadrinhos: A Western licenciou os personagens de Walt Disney, Warner Brothers, Metro Goldwyn Mayer, Edgar Rice Burroughs e Walter Lantz Studio e lançou vários quadrinhos baseados nesses personagens, além de revistas com personagens próprios. A equipe de editores do escritório da Costa Oeste incluia Eleanor Packer, Alice Cobb, Chase Craig, Zetta Devoe e Del Connell; Bernie Zuber foi um artista de produção de 1950 a 1978.[2] Oskar LeBeck, Matt Murphy e Wally Green trabalharam na Costa Leste. De 1938 a 1962, os quadrinhos da Western ficaram sob o controle da Dell Comics, que também cuidava da distribuição e do financiamento da linha de revistas. Em 1962 a Western decidiu terminar a parceria com a Dell e iniciou a Gold Key Comics. O novo selo continuou até os anos finais dos anos de 1970, quando a distribuição em bancas foi descontinuida em favor de lojas de brinquedos, etc, adotando o selo da "Whitman Comics". As publicações foram interrompidas em 1984 e todas as licenças passaram para outras editoras. Alguns quadrinhos foram publicados sob o nome antigo, especialmente March of Comics. A Dark Horse Comics republicou quadrinhos que eram da Random House.
- Livros Infantis. A Western publicou livros acompanhado de brinquedos e brindes tais como quebra-cabeças, livros para colorir, Big Little Books etc, a maior parte com o selo da linha Golden Books e Whitman Publishing nos anos de 1920/30. Os Little Golden Books foram muito populares. Lucille Ogle ajudou a desenvolver o formato de livros a preços populares, com histórias simples e que traziam ilustrações para colorir. As primeiras publicações foram em 1942.[3] Iniciado como "Whitman Famous Classics," e mais tarde renomeado para publicações "Golden Press", a Western publicou uma série de clássicos sob o domínio público, tais como Little Women, Little Men, Black Beauty, e Heidi dentre muitas outras.
- Literatura Jovem: Iniciada com a linha Whitman, a Western nos anos de 1940 até 1980 publicou uma série de livros juvenis. Séries com mistérios e garotas tais como Trixie Belden, Ginny Gordon, Donna Parker e Trudy Phillips. A série dos meninos incluiam os Walton Boys, Power Boys, e os mistérios de Troy Nesbit. A linha dos anos de 1950 até os 1970 também incluíram títulos sob licença de filmes populares e programas de televisão: Lassie (série de TV de 1954), Rin Tin Tin e vários faroestes da televisão e programas da Walt Disney Spin e Marty e Annette, (de uma série estrelada por Annette Funicello que aparecia no The Mickey Mouse Club) dentre muitos outros títulos. Foi a editora americana pioneira dos quadrinhos de Tintin, incluindo seis títulos traduzidos para o inglês durante os anos de 1959-1960 antes de haver a interrupção diante das vendas abaixo do esperado.[4]
- Revistas: Em 1937 a Western lançou uma nova versão da Revista do Mickey Mouse,[5] que em 1940 foi substituída pela revista em quadrinhos Walt Disney's Comics and Stories. No final de 1955 a Western lançou Walt Disney's Mickey Mouse Club Magazine com conteúdo produzido por equipe dos Estúdios Disney. A intenção era promover a série de televisão The Mickey Mouse Club. O nome acabou mudado para Walt Disney's Magazine e alterou os temas para filmes Disney e programas de televisão. Na década de 1960 a Western publicou The Golden Magazine for Boys and Girls com o papagaio Cracky como o mascote.
- Livros de culinária: A Golden Press publicou durante muitos anos vários livros de culinária dos Biscoitos Betty, com grandes vendas. As revistas eram em espiral e facilitavam a remoção das mesmas para serem facilmente consultadas enquanto se cozinhavam os pratos relacionados.
- Relatórios empresariais anuais: Uma divisão muito lucrativa que contava com técnicos e especialistas para a publicação desse tipo de material.
- Manuais de Mecânica e Auto Serviço: Foram publicados pela Western os manuais da Volvo até 1989.
- Livros científicos para crianças: com o selo The Golden Book of Chemistry Experiments ou Livro de Ouro das Experiências Químicas.
- Outros: Linha de guias populares, sob o selo Golden Guide, foram publicados sob o nome da Golden Press. Essa linha foi relançada pela St. Martin's Press. Foi publicado guias para colecionadores de moeda (sob o selo da Whitman) que passou para a H.E. Harris.

A Western (em parceria com a Dell e a Simon & Schuster) patrocinou a livraria Story Book Shop em Main Street, U.S.A. na Disneylândia que abriu em 17 de julho de 1955 e fechou em abril de 1995.
Nos anos de 1990, três lojas da Golden Books Showcase Store foram abertas,com produtos exclusivos da Western Publishing. A primeira foi aberta no shoping center de Woodfield em Schaumburg, Illinois em novembro de 1992; a segunda foi no CityWalk Center na Universal Studios Hollywood em junho de 1993; e a terceira foi aberta no Rockefeller Center em Nova iorque, em abril de 1994. As três já tiveram os negócios encerrados.
A Mattel comprou a Western em 1982 e a vendeu em 1984. Pela Mattel os produtos foram renomeados para "Golden Books Family Entertainment" (Livros de Ouro das Diversões em família") e tentou especializar-se na linha de livros infantis. A linha de livros adultos do Golden Guide foi para a St. Martin's Press em 1999, e mais tarde a H.E. Harris comprou a Whitman Coin Products da St. Martin’s Press em 2003 e a renomeou para Whitman Publishing. Em 1997, a Western Publishing foi absorvida e se transformou na Golden Books Publishing Company.
Golden Books Family Entertainment foi adquirida pela Classic Media Inc. e pela Random House num leilão judicial pela quantia de $84.4 milhões em 16 de agosto de 2001. Em 23 de julho de 2012, Classic Media foi adquirida pela DreamWorks Animation por US$ 155 milhões.
Em 1 de julho, 2013, Random House se fundiu com o Penguin Group, formando uma nova companhia chamada Penguin Random House. Em abril de 2016, a aquisição da DreamWorks Animation (proprietário da DreamWorks Classics) pela NBCUniversal foi anunciada.

## Slogans e chamadas publicitárias
- Eu cresci com os livros da Golden! (1980s)
- O silêncio não é de ouro (golden). Leia para os seus filhos. (1997)